# Sieversia radiata
Geum radiatum là loài thực vật có hoa trong họ Hoa hồng. Loài này được (Michx.) G. Don miêu tả khoa học đầu tiên năm 1832.

## Hình ảnh

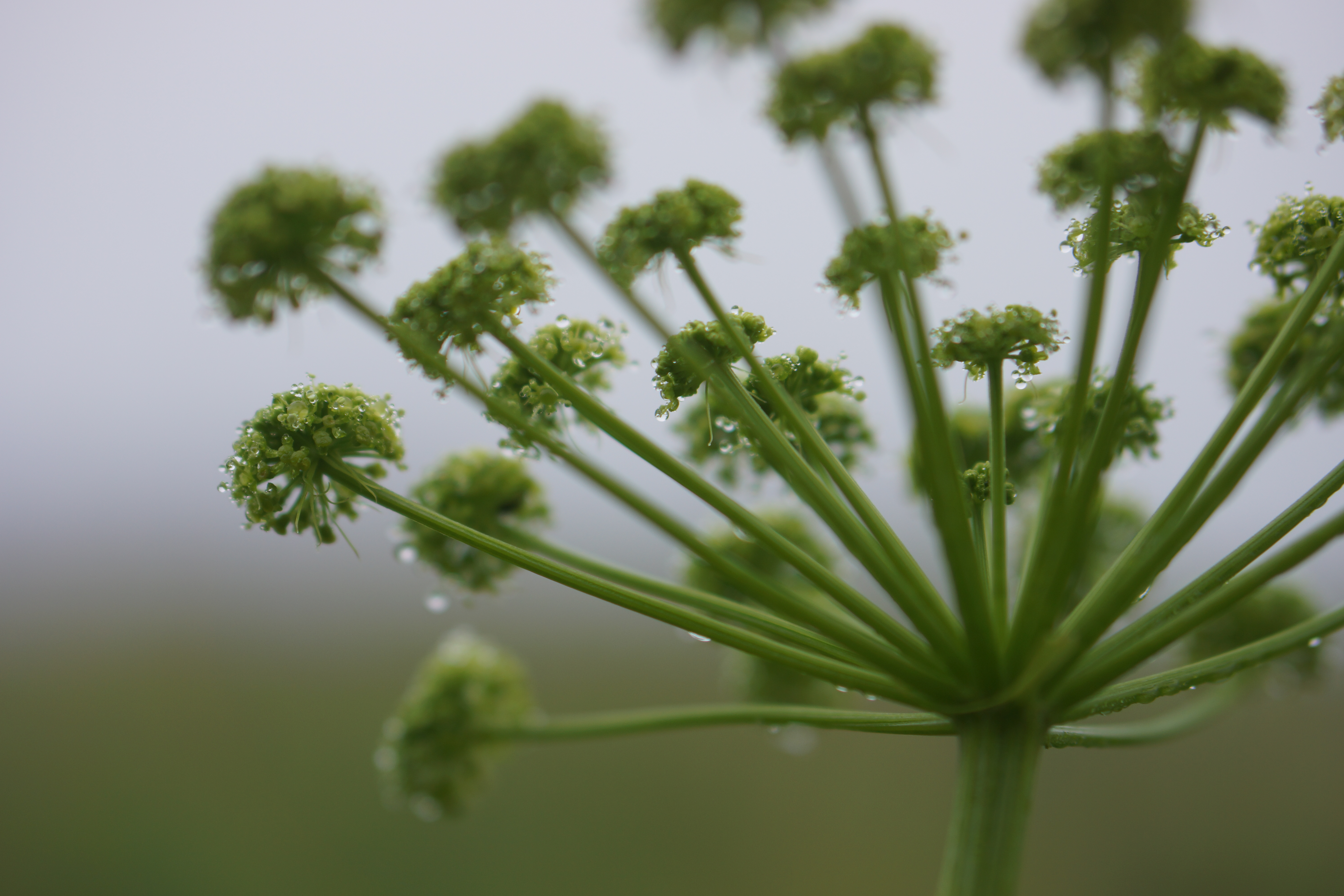
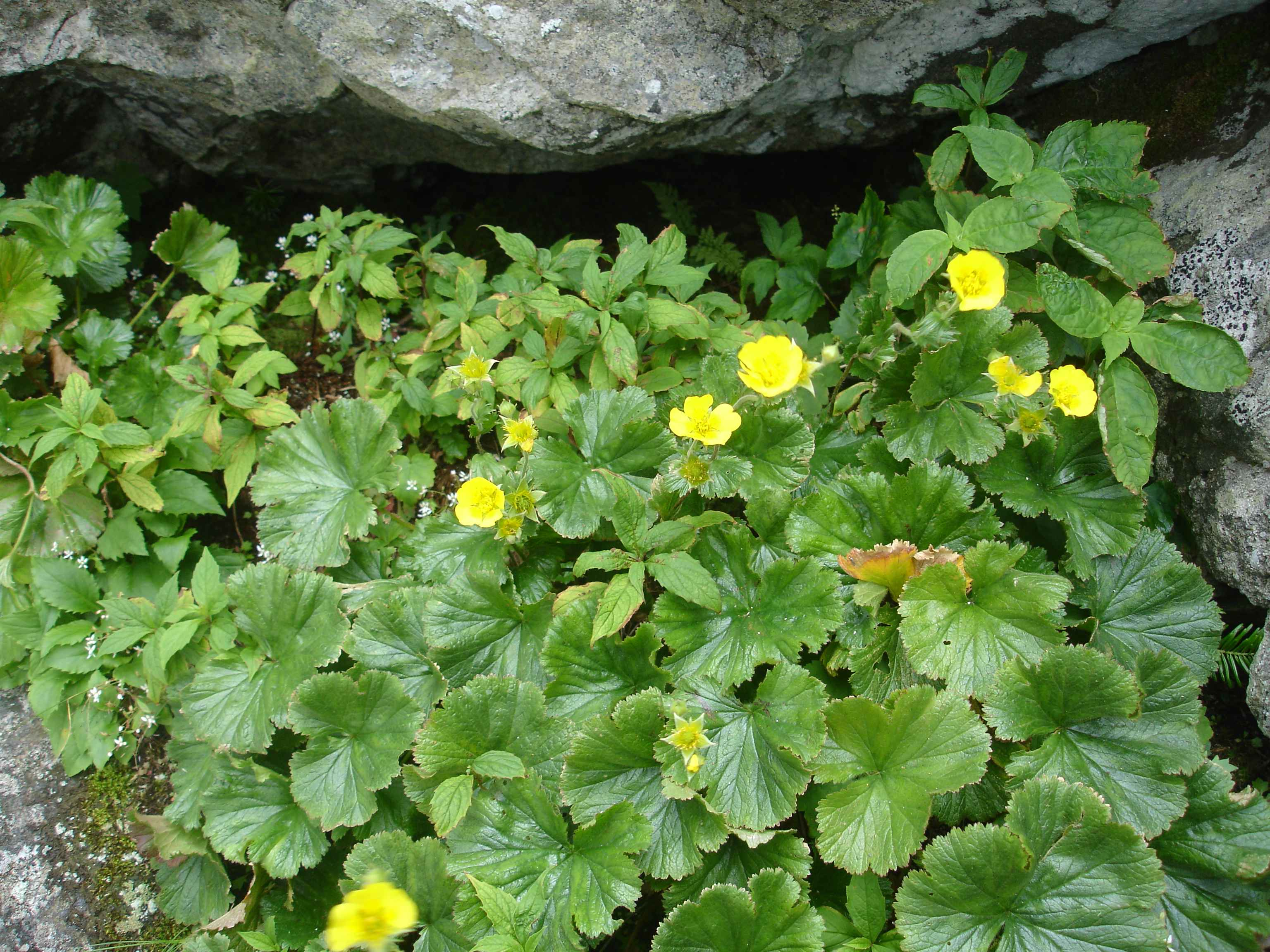
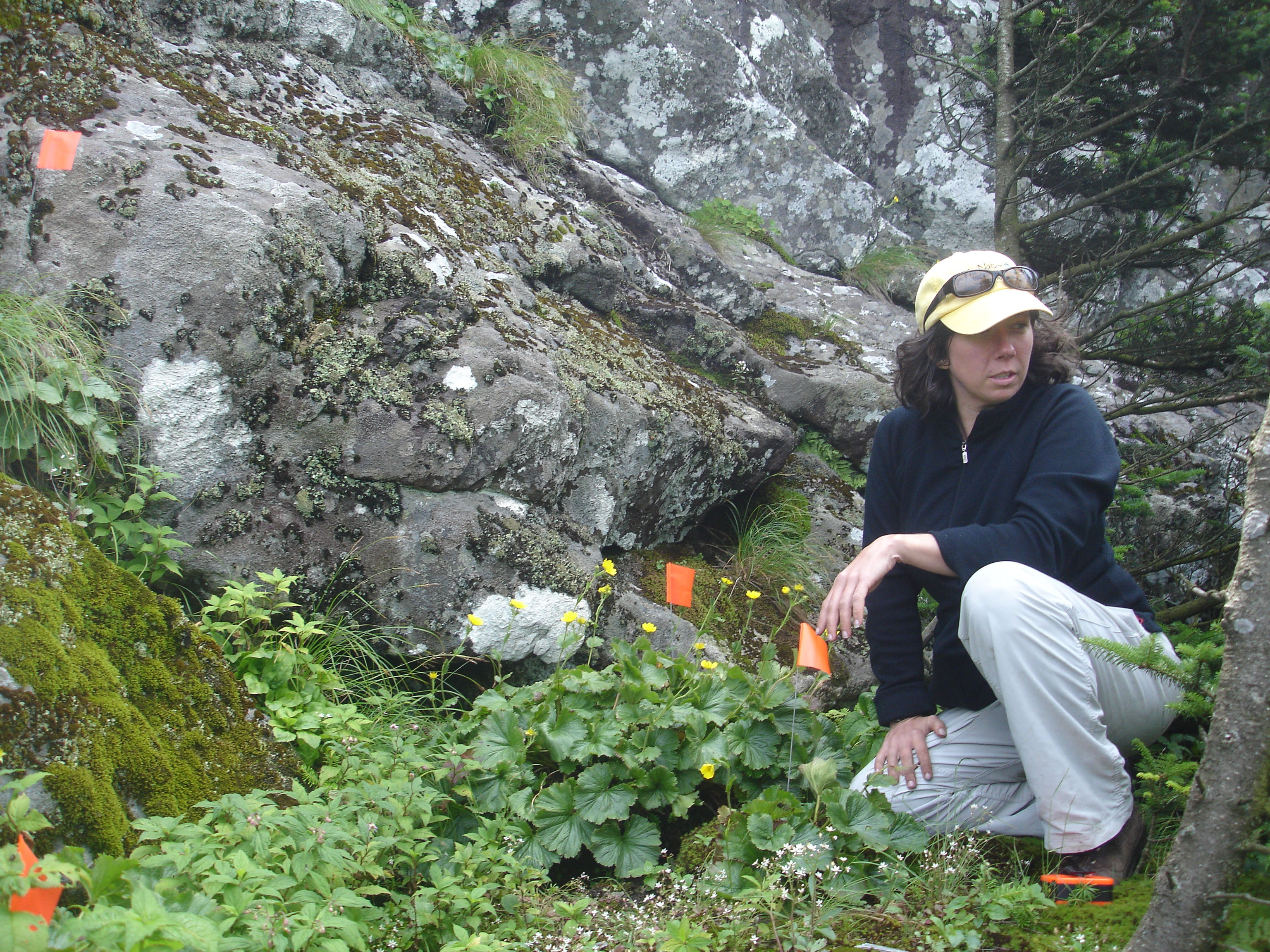
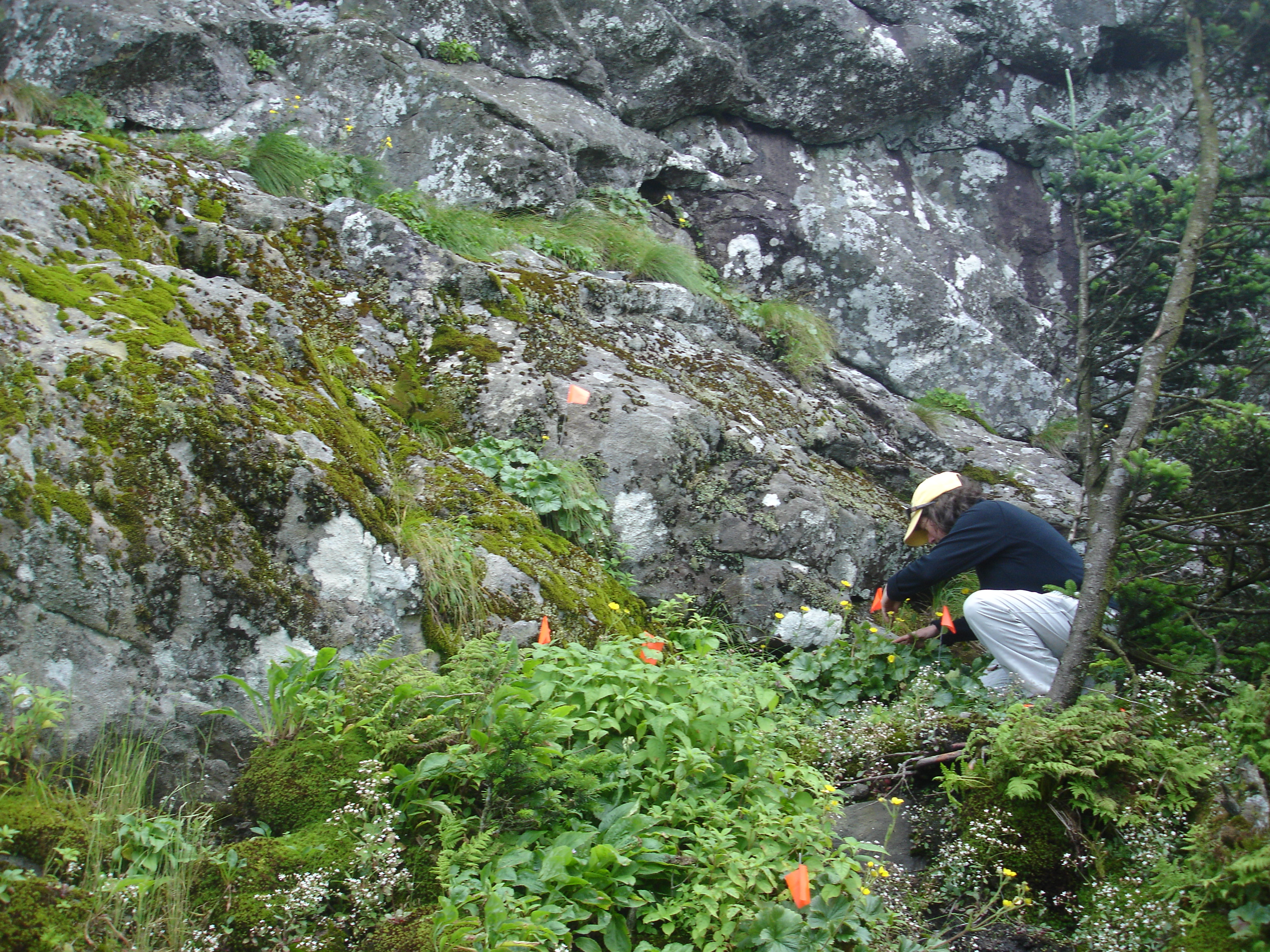